# Євич Василь Павлович
Євич Василь Павлович (16 вересня 1930, с. Багва, Маньківський район, Черкаська область - 4 грудня 1994, Черкаси) — український живописець. Член Національної спілки художників України (1989).

## Життєпис
Закінчив Одеське державне художнє училище імені Грекова (1959). Педагоги з фаху: А. Ацманчук, Ю Єгоров. Після закінчення викладав креслення і малювання в школах Маньківського, Звенигородського та Лисянського районів. Працював 1972–1994 у Черкасах в художньо-виробничих майстернях Художнього фонду України. В основу своєї творчості художник поклав любов до України. Для творчості  характерні національний колорит, інтерпретація українських міфів, стилізація предметів, використання локальних кольорів, декоративність, тяжіння до монументальності.Брав участь у всеукраїнських, обласних та персональних художніх виставках. Персональні виставки: у Києві (1980), Черкасах (посмертні – 1995, 2001, 2010). 
Основні твори:
- «Автопортрет із сопілкою» (1950-і рр.)
- «Пейзаж», «Вежі. Бучацький краєвид» (обидва – 1960-і рр.),
- «Вітряний млин» (1969),
- «Леськи. Лелеча вулиця» (1970),
- «Народна творчість» (1972)
- "Телятко" (1972),
- «Г. Сковорода», «Жорна» (1973),
- «Весільний натюрморт» (1975),
- "Степи Шевченкового краю" (1977),
- Дума про Богданові криниці" (1878),
- «Натюрморт із калиною» (1981)
- триптих"Пісня дитинства" (1982),
- "Земля" (1986),
- "Дума про хлібороба" (1987).
- «К. Білокур», «Дума про братів Тютюнників», «Домашній хліб» (усі – 1989),
- «Веснянка» (1990),
- «Цвіте терен», «Розпрягайте, хлопці, коні» (обидва – 1993),
- «Амазонка», «Осінь», «Соловецький в’язень» (усі – 1994).